# Version 2.0
Version 2.0 este cel de-al doilea album de studio al formației de rock alternativ Garbage. Albumul a fost lansat pe 11 mai 1998 la casele de discuri Mushroom Records (Marea Britanie) și Almo Sounds (America de Nord).
Piesele lansate ca single au fost "Push It", "I Think I'm Paranoid", "Special", "When I Grow Up", "The Trick Is to Keep Breathing" și "You Look So Fine".

## Conținut
Toate piesele au fost compuse de Garbage.
1. "Temptation Waits" – 4:36
2. "I Think I'm Paranoid" – 3:38
3. "When I Grow Up" – 3:23
4. "Medication" – 4:06
5. "Special" – 3:43
6. "Hammering in My Head" – 4:52
7. "Push It" – 4:02
8. "The Trick Is to Keep Breathing" – 4:11
9. "Dumb" – 3:50
10. "Sleep Together" – 4:03
11. "Wicked Ways" – 3:43
12. "You Look So Fine" – 5:25